# Jackson (Missisipi)

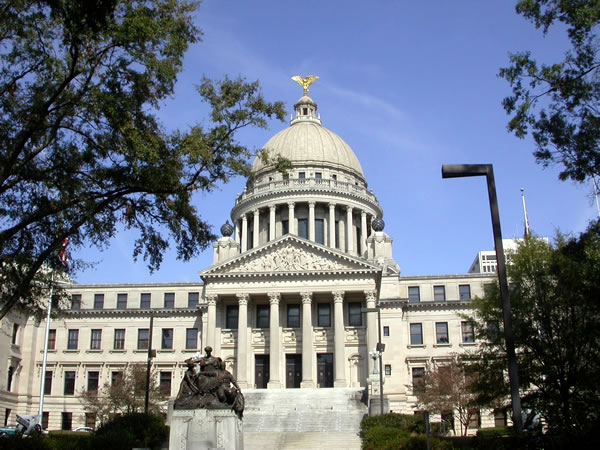
Mississippi Capitol

Jackson – miasto w Stanach Zjednoczonych, stolica stanu Missisipi, nad rzeką Pearl.
Nazwa miasta pochodzi od imienia prezydenta Stanów Zjednoczonych, Andrew Jacksona.
Od początku XIX wieku ośrodek handlowy i przemysłowy.

## Demografia

### Rasy i pochodzenie
Według danych z 2017 roku 81,7% mieszkańców Jackson to Afroamerykanie, 16,9% stanowiła ludność biała (16,4% nie licząc Latynosów), 0,6% miało rasę mieszaną, 0,4% to Azjaci, 0,1% to rdzenna ludność Ameryki. Latynosi stanowią 1,1% ludności miasta.
Wśród osób z pochodzeniem europejskim do największych grup należą: „Amerykanie” (2,8%), Anglicy (2,6%), Irlandczycy (2,4%), Niemcy (2,0%) i Szkoci (1,8%).
Istnieje także spora grupa osób z Afryki Subsaharyjskiej (1,7%).

### Religia
W 2010 roku do największych grup religijnych na obszarze metropolitalnym Jackson należeli:
- Południowa Konwencja Baptystów – 160 164 członków,
- Zjednoczony Kościół Metodystyczny – 44 184 członków,
- lokalne bezdenominacyjne zbory protestanckie – 41 674 członków,
- Narodowa Konwencja Baptystyczna USA – 23 038 członków,
- Kościół katolicki – 17 822 członków,
- Zielonoświątkowcy (głównie Kościół Boży w Chrystusie, Zbory Boże, Zjednoczony Kościół Zielonoświątkowy i Kościół Boży) – ok. 15 tys. członków,
- Kalwini (głównie Kościół Prezbiteriański w Ameryce) – ponad 11 tys. członków.

## Szkolnictwo

### Uczelnie
- Belhaven University(inne języki) (1883)
- Hinds Community College(inne języki) kampus w Jackson jest Nursing/Allied Health Center (1970) i Academic/Technical Center
- Jackson State University(inne języki) (1877)
- Millsaps College(inne języki) (1890)
- Mississippi College School of Law(inne języki) (1930)
- Reformed Theological Seminary(inne języki) (1966)
- Tougaloo College(inne języki) (1869)
- University of Mississippi Medical Center(inne języki) (1955), kampus nauk medycznych University of Mississippi(inne języki)
- Wesley Biblical Seminary(inne języki) (1974)

## Transport
- Jackson-Evers International Airport(inne języki)
- Linia kolejowa Amtrak – Jackson Union Station
- linia kolejowa Canadian National Railway
- Linia kolejowa Kansas City Southern Railway(inne języki)
- JATRAN – linie autobusowe

## Zabytki
- Neoklasycystyczny Stary Kapitol Stanowy

## Religia
- Jackson jest siedzibą diecezji episkopalnej Mississippi
- Jackson jest siedzibą Diecezji Jackson
- Jackson siedziba ukampusu Reformed Theological Seminary
- Jackson jest domem dla Mississippi Dorocznej Konferencji United Methodist Church
- Jackson jest siedzibą Church of Christ (Holiness) U.S.A., założonego przez Charles Price Jones
- Jackson jest domem dla Beth Israel Congregation, jedynej żydowskiej kongregacji w Jackson i największej w Mississippi.
- Sikh Foundation of Greater Mississippi

## Sport
W mieście rozgrywany jest kobiecy turniej tenisowy, pod nazwą USTA Women’s Pro Circuit $25,000 Challenger, zaliczany do rangi ITF, z pulą nagród 25000 $.

### Kluby
- Magnolia Roller Vixens(inne języki) – kobiecy klub wrotkarski, będący członkiem Women's Flat Track Derby Association(inne języki), założony w 2008 roku.

### Letnie obozy treningowe
- New Orleans Saints – Jackson Millsaps College jest byłą letnią siedzibą dla New Orleans Saints NFL.

### Areny sportowe
- Mississippi Veterans Memorial Stadium(inne języki) – futbol amerykański, koncerty
- Mississippi Coliseum(inne języki) – koszykówka, hokej na lodzie, biegi, rodeo, koncerty
- Smith Wills Stadium – Baseball, softball, piłka nożna, koncerty (siedziba Belhaven College drużyny baseballowej)